# Palast von Ibrahimkhalil Khan

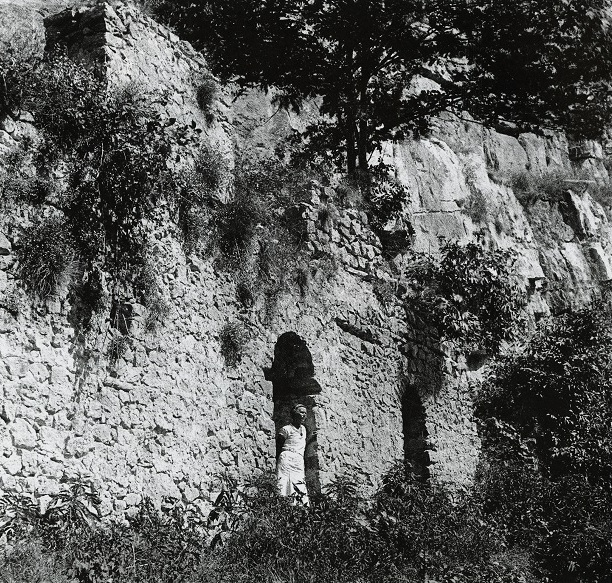
Festungsmauer, die den Palastkomplex von Ibrahimkhalil Khan umgeben

Der Palast von Ibrahimkhalil Khan (aserbaidschanisch İbrahimxəlil xan sarayı) ist ein monumentales Bauwerk und befindet sich im südöstlichen Teil der aserbaidschanischen Stadt Şuşa. In einigen Quellen wird er auch als „Palast des Karabach-Khanen“ genannt. Es hat den Status eines architektonischen Denkmals von staatlicher Bedeutung in Aserbaidschan und ist seit 1977 Teil des „staatlichen historisch-architektonischen Reservats von Şuşa“.

## Geschichte und Architektur
Der Palast von Ibrahimkhalil Khan wurde in den Jahren 1751–1753 im Auftrag des Gründers des Karabach-Khanats Pənah Əli Xan (Panah Ali Khan) errichtet. Laut dem Historiker Mirzə Adigözəlbəy (Mirsa Adigözel bek) wurden während seiner Herrschaft viele geräumige Häuser und prunkvolle Paläste für die Mitglieder der Herrscherfamilie in und um Şuşa erbaut.
Der Historiker und Schriftsteller Mir Mehdi Xəzani (Mir Mehdi Chäsani) schrieb ebenfalls über besondere Vorliebe des ersten Karabach-Herrschers für „schöne Paläste mit Mauern und Türmen“. In der Zeitung „Kaukasus“ (Кавказ) von 1857 heißt es: „Unter den verschiedenen Häusern und sonstigen Bauwerken von Şuşa fallen die Schlösser, in denen die Mitglieder der Khan-Familie wohnhaft waren, sofort ins Auge: Sie sind von hohen Mauern mit runden Türmen an den Ecken umgeben“.
Der Palast von Ibrahimkhalil Khan ist eine quadratische Konstruktion, die auf allen Seiten von Festungsmauern umgeben ist. An den vier Ecken der Burgmauern befinden sich halbkreisförmige Türme. Der Haupteingang im Norden des Schlosses wurde durch ein prismatisches Volumen geschützt. Alle Einrichtungen des Palastkomplexes waren mit Bögen und Decken aus kleinen, gut behauenen Steinen bedeckt. Zu Zeiten des Karabach-Khanats wohnten die Bediensteten der Machthaber im Inneren des Palastes.
Der Türstein des Palastes besteht aus massivem Stein und steht auf einem Türrahmen mit einer Höhe von 2,10 Metern. Am Türrahmen ist ein Reliefbogen aus gut behauenen Steinen angebracht. Das Tympanon des Bogens besteht aus großen und groben Steinen mit Götzensteinmauerwerk. Diese Art von Eingangstüren ist in der Architektur von Şuşa weit verbreitet.

## Gegenwart
Nach der Besetzung von Şuşa durch armenische Einheiten im Mai 1992 wurde der Palast schwer beschädigt. Im Zuge des Zweiten Bergkarabachkrieges haben die aserbaidschanischen Streitkräfte die Stadt am 8. November 2020 zurückerobert.